# Gaetano Bedini
Pour les articles homonymes, voir Bedini.
Gaetano Bedini (15 mai 1806 - 6 septembre 1864) est un prélat, cardinal et diplomate italien de l'Église catholique romaine. 

## Biographie

### Jeunesse
Bedini est né à Senigallia, dans la province d'Ancône dans les Marches au sein de la famille Bedini d'Ostra. Il est le fils d'Alessandro Pellegrino et de Marianna Spadoni.
Dernier de 7 fils, il était destiné par son père à la carrière ecclésiastique, et a étudié au séminaire de Senigallia et a été ordonné prêtre le 20 décembre 1828. Grâce aux amitiés influentes, entre autres celle de Giovanni Maria Mastai Ferretti (futur pape Pie IX, originaire lui aussi de Senigallia), il s'est consacré à l'activité politique et diplomatique.
Il est d'abord secrétaire de Lodovico Altieri, archevêque d'Éphèse (de) et nonce apostolique en Autriche (en) de 1838 à 1845. Après cette expérience, qui lui a permis de se mettre au courant de l'atmosphère diplomatique, il est appelé à Rome comme domestique président de Grégoire XVI et protonotaire apostolique.

### Nonciature apostolique au Brésil
La première tâche importante qu'il a reçue était celle d'internonce et envoyé extraordinaire au Brésil (en) du 28 octobre 1845 au 16 août 1847. Il a travaillé pour l'amélioration des conditions des Allemands immigrés et a favorisé une reprise du catholicisme contre le prosélytisme protestant. 

### Contact avec Garibaldi
À la même période, un autre Italien célèbre a demeuré en Amérique du Sud : Giuseppe Garibaldi. Des contacts se nouent entre les deux hommes et, en 1847, dans une lettre célèbre au cardinal Bedini il se propose « pour offrir à Pie IX son épée et la légion italienne pour la patrie et pour l'Église » en mémoire « l'honneur de notre auguste religion d'août, toujours nouvelle et toujours immortelle » sachant « que le trône de Pierre se repose au-dessus de telles bases qui n'ont pas besoin d'aide, parce que les forces humaines ne peuvent rien contre elles ». Monseigneur Bedini a répondu au remerciement, mais l'offre de la légion de Rome n'est pas venue. 

### République Romaine
Retourné à Rome en mars 1848 pour remplacer le Cardinal secrétaire d'État Giacomo Antonelli, du 10 mars 1848 à novembre 1848, pendant que ce dernier suivait le pape Pie IX forcé à l'exil à Gaète à la suite de la révolution à Rome. Garibaldi tire en fait profit de l'indignation des Romains envers les Français, a offert son service au triumvirat composé de Giuseppe Mazzini, Aurelio Saffi et Carlo Armellini qui avait constitué la République à partir de l'automne 1848 au 3 juillet 1849. 

### La légation de Bologne et la mort d'Ugo Bassi
Le pape ayant récupéré la puissance temporelle, il a continué son travail de nonce dans des légations et d'ambassadeur à Bologne de 1849 a 1852. Juste au début de cette période, Ugo Bassi est capturé à Comacchio et fusillé le 8 août 1849 à Bologne par les Autrichiens. Beaucoup de patriotes reprochent à Bedini de n'avoir pas eu l'intention de faire quelque chose pour le sauver, même si son intervention aurait probablement eu peu d'effet. 

### Nonciature apostolique aux États-Unis
Le 15 mars 1852, il est nommé archevêque titulaire de Thèbes (de) et, trois jours après, nonce apostolique au Brésil (en). Consacré évêque le 4 juillet 1852 par le cardinal Lodovico Altieri, il part pour le Brésil, mais il ne peut entrer dans le pays à cause d'une épidémie de peste et il entre aux États-Unis. Il est le premier nonce apostolique aux États-Unis. Dans toutes les étapes du voyage de Bedini aux États-Unis, il rencontre les Italiens, mais quelques patriotes, et en particulier l'ancien ecclésiastique Alessandro Gavazzi, qui reprochent la mort d'Ugo Bassi, organisent une persécution bruyante avec des manifestations de place publique contre la présidence. Mais la manifestation est arrêtée, après les incidents violents de Cincinnati sous les fenêtres de l'archevêché de Mgr Purcell, les manifestants sont expulsés pour la plupart et Mgr Bedini peut continuer sa visite. Il se rendit ensuite au Canada et vécut au séminaire de Saint-Hyacinthe. Il est ensuite brièvement nonce à Madrid en Espagne en 1854 et 1855. 

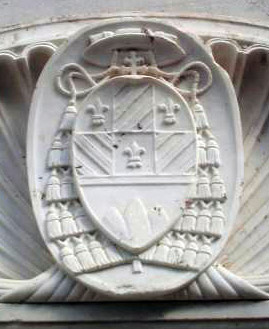
Le tombeau dans la cathédrale de Viterbe du cardinal Bedini

.

### Cardinal de Viterbe
À son retour en Italie, le 20 juin 1856, il est appelé au Secrétariat général de la Congrégation de la propagation de la foi et, en mars 1861, évêque de Viterbe et Tuscanella (aujourd'hui Tuscania). Il entre dans la ville le 8 mai 1861 par la porte romaine à la rencontre du clergé et du peuple et pénètre dans la cathédrale par l'allée de lumière. 
Gaetano Bedini s'applique à exécuter des visites pastorales dans plusieurs territoires du diocèse et notamment dans les lieux de pèlerinage, les monastères et particulièrement les séminaires, où il laisse des sommes abondantes après sa mort ; il améliore l'instruction (en faisant venir de Bagnoregio le professeur Artemi pour la classe de rhétorique), il achète et améliore la propriété du palais de Cristofari. Le 27 septembre 1861, il est créé cardinal-prêtre, au titre cardinalice de Santa Maria sopra Minerva rattaché à l'église de la Minerve. Il montrait une grande dévotion pour les martyrs Valentin et Hilaire, et il a voulu séparer les reliques de leurs crânes, afin qu'elles soient conservées dans un monument antique, dans deux reliquaires d'argent et, le 26 janvier 1862, il les place solennellement dans une précieuse urne agrémentée de rubis, de pierres précieuses, avec courroie en travers du coffre, enrichie de 7 gemmes.

### Sa mort
Mort à Viterbe en 1864, Gaetano Bedini est enterré dans la cathédrale de la ville.

## Lignée épiscopale etsuccession apostolique
- Cardinal Gaetano Bedini (1852)
- Cardinal Luigi Lambruschini (1819)
- Cardinal Giulio Maria della Somaglia (1788)
- Cardinal Hyacinthe-Sigismond Gerdil (1777)
- Cardinal Marcantonio Colonna (1762)
- Pape Carlo della Torre Rezzonico (1743)
- Pape Prospero Lorenzo Lambertini (1724)
- Pape Pietro Francesco Orsini, O.P. (1675)
- Cardinal Paluzzo Paluzzi Altieri Degli Albertoni (1666)
- Cardinal Ulderico Carpegna (1630)
- Cardinal Luigi Caetani (1622)
- Cardinal Ludovico Ludovisi (1621)
- Archevêque Galeazzo Sanvitale (1604)
- Cardinal Girolamo Bernerio, O.P. (1586)
- Cardinal Giulio Antonio Santorio (1566)
- Cardinal Scipione Rebiba